# شیمازو ایه‌هیسا
شیمازو ایه‌هیسا (به ژاپنی: 島津 家久 Shimazu Iehisa); ۱ ژانویهٔ ۱۵۴۷ – ۱۰ ژوئیهٔ ۱۵۸۷) سامورایی، از خاندان شیمازو در دوره آزوچی-مومویاما اهل ژاپن بود. او پدر شیمازو تویوهیسا بود.